# Нижня Чуча
Нижня Чуча́ (рос. Нижняя Чуча, марій. Корольо) — присілок у складі Новотор'яльського району Марій Ел, Росія. Входить до складу Чуксолинського сільського поселення.

## Населення
Населення — 24 особи (2010; 39 у 2002).
Національний склад (станом на 2002 рік):
- марійці — 100 %